# Lahti vasútállomás
Lahti vasútállomás (finnül: Lahden rautatieasema, svédül: Lahtis järnvägstation vasútállomás Finnországban, Lahti településen található.

## Vasútvonalak
Az állomást az alábbi vasútvonalak érintik:
- Kerava–Lahti-vasútvonal
- Riihimäki–Lahti-vasútvonal
- Lahti–Kouvola-vasútvonal
- Lahti–Heinola-vasútvonal
- Lahti–Loviisa-vasútvonal

## Kapcsolódó állomások
A vasútállomáshoz az alábbi állomások vannak a legközelebb:
- Villähde railway station (Kotka Port railway station, kelet, Lahti–Kouvola-vasútvonal, O Kotka Port-Lahti)
- Lapinjärvi railway station (Lahti–Loviisa-vasútvonal, dél)
- Herrala railway station (Riihimäki vasútállomás, G Riihimäki-Lahti)
- Henna railway station (Helsinki Central, Z Helsinki - Lahti)
- Villähde railway station (Kouvola vasútállomás, Z Helsinki - Lahti)